# Hector Acero Sanchez
Hector Acero Sanchez est un boxeur dominicain né le 18 mars 1966 à Santiago de los Caballeros.

## Carrière
Passé professionnel en 1989, il devient champion du monde des super-coqs WBC le 26 août 1994 après sa victoire aux points contre Tracy Harris Patterson. Sanchez perd son titre le 6 novembre 1995 face à Daniel Zaragoza. Il met un terme à sa carrière en 2002 sur un bilan de 41 victoires, 9 défaites et 3 matchs nuls.